# Црква Свете мученице Недеље у Горњем Адровцу
Црква Свете мученице Недеље у Горњем Адровцу, насељеном месту на територији општине Алексинац, припада Епархији нишкој Српске православне цркве.
Црква посвећена Светој мученици Недељи је била саграђена од дрвета и блата (чатмара) почетком 20. века, јужно од првих домаћинстава на улазу у село Горњи Адровац.
Храм је био дотрајао и склон паду, са оштећеним кровом и урушеним олтарским делом. По затраженом благослову епископа нишког и уз обећање да ће се саградити нова црква, грађевина и настрешица за окупљање верника су срушени.
Изабрани Одбор за изградњу цркве и Савет МЗ Г. Адровца, по изради Пројекта и добијања сагласности прионули су на посао. Сакупљен је добровољни прилог за набавку грађевинског материјала, од мештана и делом од Адровчана који живе ван Г. Адровца, за изградњу објекта до постављања кровне конструкције. Скромни прилози у новцу и грађевинском материјалу стигли су и од појединих верника који нису рођени и не живе у овом селу. До почетка 2023. године изграђени су темељи и зидови до крова. У недостатку радне снаге очекује се повољније време за завршетак радова.